# Uciechowice
Uciechowice est une localité polonaise de la gmina de Branice, situé dans la voïvodie d'Opole et le powiat de Głubczyce.